# Michael Bertrams
Michael Bertrams (* 23. Dezember 1947 in Waldbröl; † 16. Februar 2025 in Telgte) war ein deutscher Jurist und war von 1994 bis 2013 Präsident des Verfassungsgerichtshofs für das Land Nordrhein-Westfalen sowie des nordrhein-westfälischen Oberverwaltungsgerichts.

## Leben
Bertrams legte 1970 das erste und 1974 das zweite juristische Staatsexamen ab und war anschließend als parlamentarischer Assistent im Deutschen Bundestag tätig. Von 1975 bis 1982 war er Richter am Verwaltungsgericht Köln, danach bis 1989 Richter am Oberverwaltungsgericht für das Land Nordrhein-Westfalen.
1989 wurde er in Münster mit der Dissertation Die Prognoseentscheidung im verwaltungsgerichtlichen Asylverfahren promoviert. Von 1990 bis 1994 amtierte er als Richter am Bundesverwaltungsgericht.
Seit dem Jahr 1995 engagierte er sich im Rotary-Club Münster.
Bertrams wurde 2013 von der Landessynode zum nebenamtlichen Mitglied der Kirchenleitung der Evangelischen Kirche von Westfalen gewählt. Er gehörte ihr und dem Ständigen Theologischen Ausschuss der Landeskirche bis zu seinem Rücktritt im November 2023 an.
Nach seinem Eintritt in den Ruhestand war Bertrams als Kolumnist für den Kölner Stadt-Anzeiger tätig. Unter der Rubrik Alles, was Recht ist schrieb er regelmäßig über aktuelle Streitfälle sowie rechtspolitische und gesellschaftliche Entwicklungen.
Bertrams war viele Jahre Mitglied der SPD.
Bertrams war verheiratet und hatte drei Kinder. Er verstarb am 16. Februar 2025 im Alter von 77 Jahren völlig unerwartet in seiner Wahlheimat Telgte bei Münster.